# Örjansskolans gamla annex

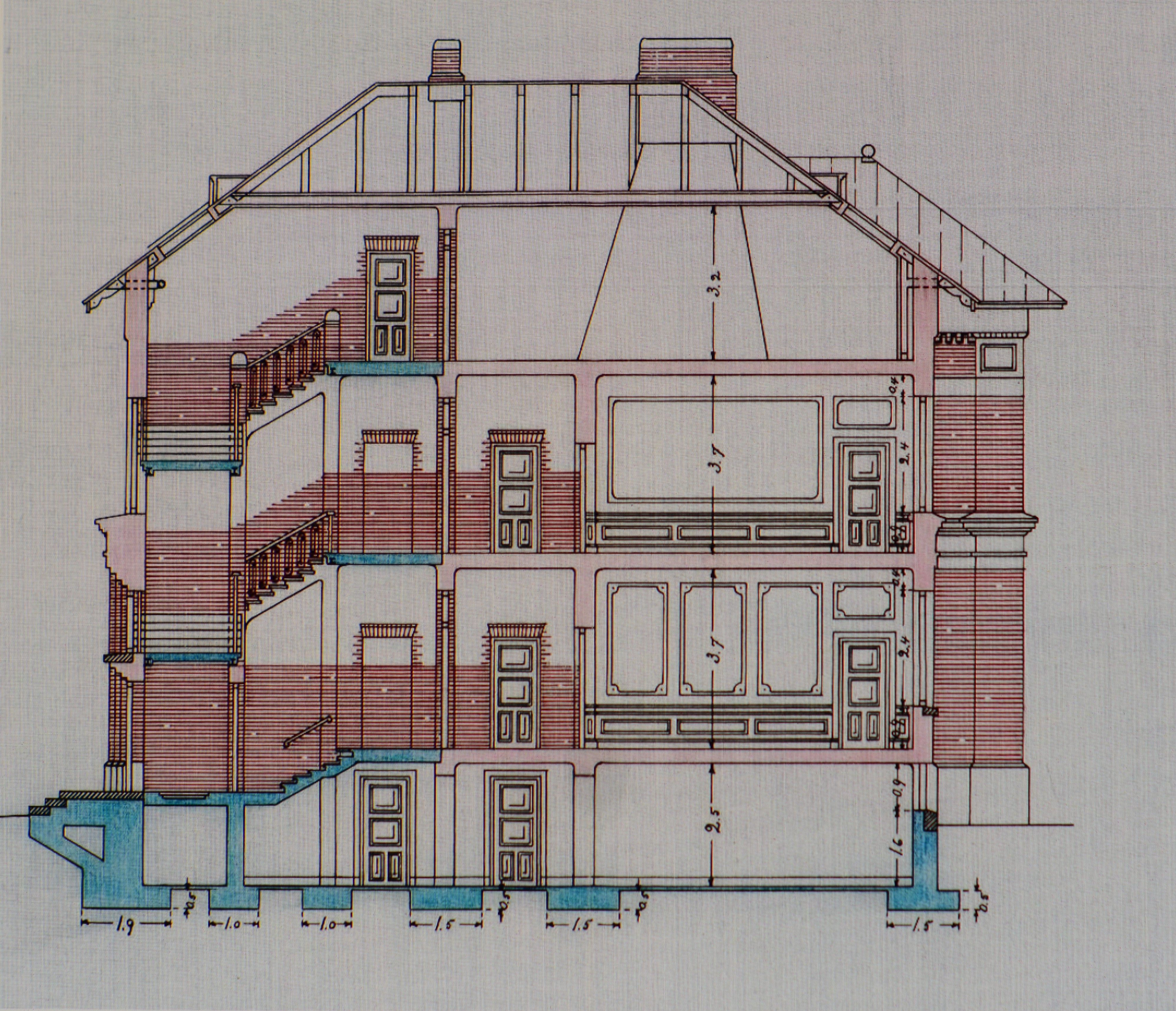
Tvärsnitt av byggnaden, från ritning 1925

Örjansskolans gamla annex är en byggnad i Halmstad, som uppfördes 1928—1929 som en sidobyggnad till Halmstads högre allmänna läroverk strax sydost om läroverket. Läroverkets huvudbyggnad hade stått färdig 1906. Annexet är byggt i klassicistisk stil efter ritningar från 1925 av Sven Gratz. Huset ligger vid Djäknegatan, nära Nissan, på Norr.
Byggnaden är uppförd i mörkrött tegel i två våningar med inredda källar- och vindsvåningar. Den har till största delen använts för naturvetenskaplig undervisning med bland annat kemisal och laboratorium på första våningen. I källarvåningen inrymdes slöjdsalar, skolkök, matsal, skafferi och tvättstuga, medan vindsvåningen iordningställdes för ett skolmuseum, mörkrum och växtrum för biologiundervisningen.
Byggnaden ombyggdes 2019—2020 för Halmstads kommuns fastighetskontor till kontorslokaler och utbildningslokaler för uthyrning.